# Þverfell (berg i Island, Västlandet, lat 64,47, long -21,10)
Þverfell är ett berg i republiken Island. Det ligger i regionen Västlandet, i den västra delen av landet, 50 km nordost om huvudstaden Reykjavík. Toppen på Þverfell är 654 meter över havet.
Trakten runt Þverfell är nära nog obefolkad, med mindre än två invånare per kvadratkilometer. Det finns inga samhällen i närheten. Trakten runt Þverfell består i huvudsak av gräsmarker.